# MöllerGroup
MöllerGroup est une entreprise allemande de l'industrie du plastique. Fondée en 1762, toujours détenue et dirigée par la famille Möller et encore en activité en 2009, sa longévité lui permet de faire partie de l'Association des Hénokiens.

## Métiers
À l'origine, elle était spécialisée dans le traitement du cuir. Elle s'est ensuite intéressée à la technologie des matières plastiques pour l'industrie automobile.